# Galileo Ferraris
Galileo Ferraris (Livorno Ferraris, 1847. október 31. – Torino, 1897. február 7.) olasz egyetemi tanár, fizikus és villamosmérnök, a váltóáramú áramellátás egyik úttörője és az indukciós motor feltalálója, annak ellenére, hogy bár munkáját soha nem szabadalmaztatta, mégis a világon elsőként publikálta a háromfázisú motor működési elvét.

## Életút

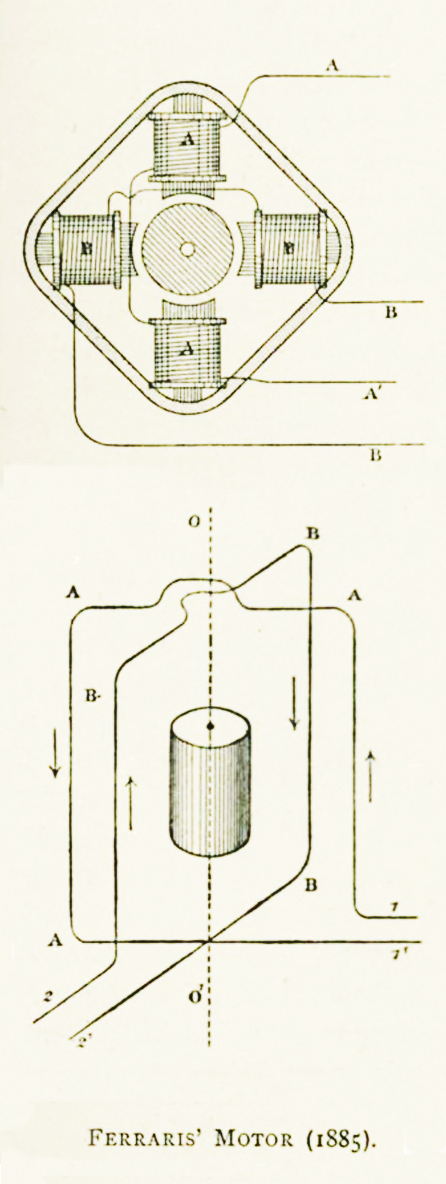
Az un. "Ferraris motor" vázlata 1885-ből

A Livorno Vercellese-ben (Szardíniai Királyság) született, majd mérnöki diplomát szerzett, és az Olasz Királyi Iparmúzeumnál lett műszaki fizika asszisztens. Ferraris már 1885-ben önállóan kutatta a forgó mágneses mezőt. Ferraris különböző típusú aszinkron elektromos motorokkal kísérletezett. A kutatások és tanulmányai eredményeként kifejlesztette a generátort, amelyet úgy lehet elképzelni, mint egy fordított irányban működő váltakozó áramú motort, amely a mechanikus (forgó) teljesítményt elektromos teljesítményre (váltakozó áramként) alakítja át. 1886-ban a Leopoldina Német Természettudományos Akadémia tagjává választották.
1885-től fogva kísérletezett asszinkron motorokkal. Ferraris egy olyan motort dolgozott ki, amely derékszögben elektromágneseket használ, és 90°-os fáziseltolásos elven váltakozó árammal működtetett, így forgó mágneses teret állított elő. A motor iránya megfordítható az egyik áram polaritásának megfordításával. Az elv tette lehetővé a ma már széles körben használt aszinkron, önindító indukciós motor kifejlesztését.
Abban a hitben élt, hogy az új fejlesztések tudományos és szellemi értékei messze felülmúlják az anyagi értékeket, így szándékosan nem szabadalmaztatta találmányát. Újfajta indukciós motorjainak működését a kezdetektől (1885) fogva szabadon bemutatta minden érdeklődőnek a torinói egyetemi laboratóriumában.
1888. március 11-én Ferraris a torinói Királyi Tudományos Akadémián publikálta kutatásait.
1887 október 12-én Nikola Tesla benyújtotta 381,968-as amerikai szabadalmat, (sorszáma: 252,132). A váltakozó áramú generátorok úgy működtek, hogy egymástól meghatározott mértékben fázisban eltolt váltakozó áramok rendszerét hozták létre, és működésük a forgó mágneses mezőtől függött. Az így létrejött többfázisú áramforrás hamarosan széles körben elterjedt. A többfázisú generátor feltalálása kulcsfontosságú a villamosítás történetében, akárcsak a teljesítménytranszformátoré. Ezek a találmányok lehetővé tették, hogy az áramot vezetékeken keresztül gazdaságosan lehessen jelentős távolságokra továbbítani. A többfázisú villamos energia lehetővé tette a vízenergia felhasználását (nagy gátakon lévő vízerőműveken keresztül) távoli helyeken, lehetővé téve ezáltal a lezúduló víz mechanikai energiájának villamos energiává történő átalakítását, amelyet aztán egy villanymotorba lehetett táplálni bármely olyan helyen, ahol mechanikai munkát kellett végezni. Ez a sokoldalúság indította el az energiaátviteli hálózati hálózatok növekedését a világ minden táján. 
1889-ben Ferraris az Olasz Ipari Intézetben, egy villamosmérnöki iskolában dolgozott (ez volt az első ilyen jellegű iskola Olaszországban, amelyet később a Politecnico di Torinóba integráltak). 1896-ban Ferraris belépett az Olasz Elektrotechnikai Egyesületbe, és ő lett a szervezet első országos elnöke.
Nem korlátozta kutatási érdeklődését az elektromosságra. A dioptriás műszerek alapvető tulajdonságait is kutatta, és elemi ábrázolást készített az elméletről és annak alkalmazásairól. Munkája tartalmazza a geometriai dioptriák részletes leírását a nem centrikus rendszerek esetében. Nagyobb általánosságot nyújtott, mint korábban a távcsőrendszerekkel kapcsolatos feldolgozásokban, és kevésbé hangsúlyozta az alkalmazásokat.
A második fő fejezetekben a kapott eredményeket optikai eszközökre alkalmazza. Részletesen foglalkozott a nagyítással, a látómezővel és a műszer fényerejével. A kúp nyitási szögének szerzőjeként megnevezett látómező, a lencse első főpontjainak csúcsa és a látott tárgy részei által alkotott bázisa azonos fényerővel fog rendelkezni.

## Emlékezete
Torino városa megemlékezett Ferrarisnak a tudományhoz való hozzájárulásáról:[6] Egy általános bizottság javasolta, hogy a torinói Királyi Iparmúzeumot egészítsék ki egy állandó emlékművel, amely Ferraris tudományos és ipari eredményeinek állít emléket,[7] emellett egy sugárutat is elneveztek Ferraris tiszteletére.
2021 januárjában Ferrarist az IEEE Milestones programja kitüntette az "emberiség javára történő technológiai innovációhoz és kiválósághoz való hozzájárulásáért", nevezetesen a "Forgómezők és korai indukciós motorok, 1885-1888"[1] című munkájáért. Az ennek megfelelő plakett a feliratot viseli:

„Galileo Ferraris, a torinói Olasz Iparmúzeum (ma Politechnikai Múzeum) professzora, aki feltalálta és bemutatta a forgó mágneses mező elvét. Ferraris mezőjét, amelyet két egymásra merőleges tengelyű, álló tekercs állított elő, 90 fokkal eltolt fázisú váltakozó áram hajtotta. Ferraris kétfázisú váltakozó áramú motorok prototípusait is megépítette. A forgó mezőknek, a többfázisú áramoknak és indukciós motorokban való alkalmazásuknak alapvető szerepe volt a világ villamosításában.”

– IEEE.org

## Publikációi

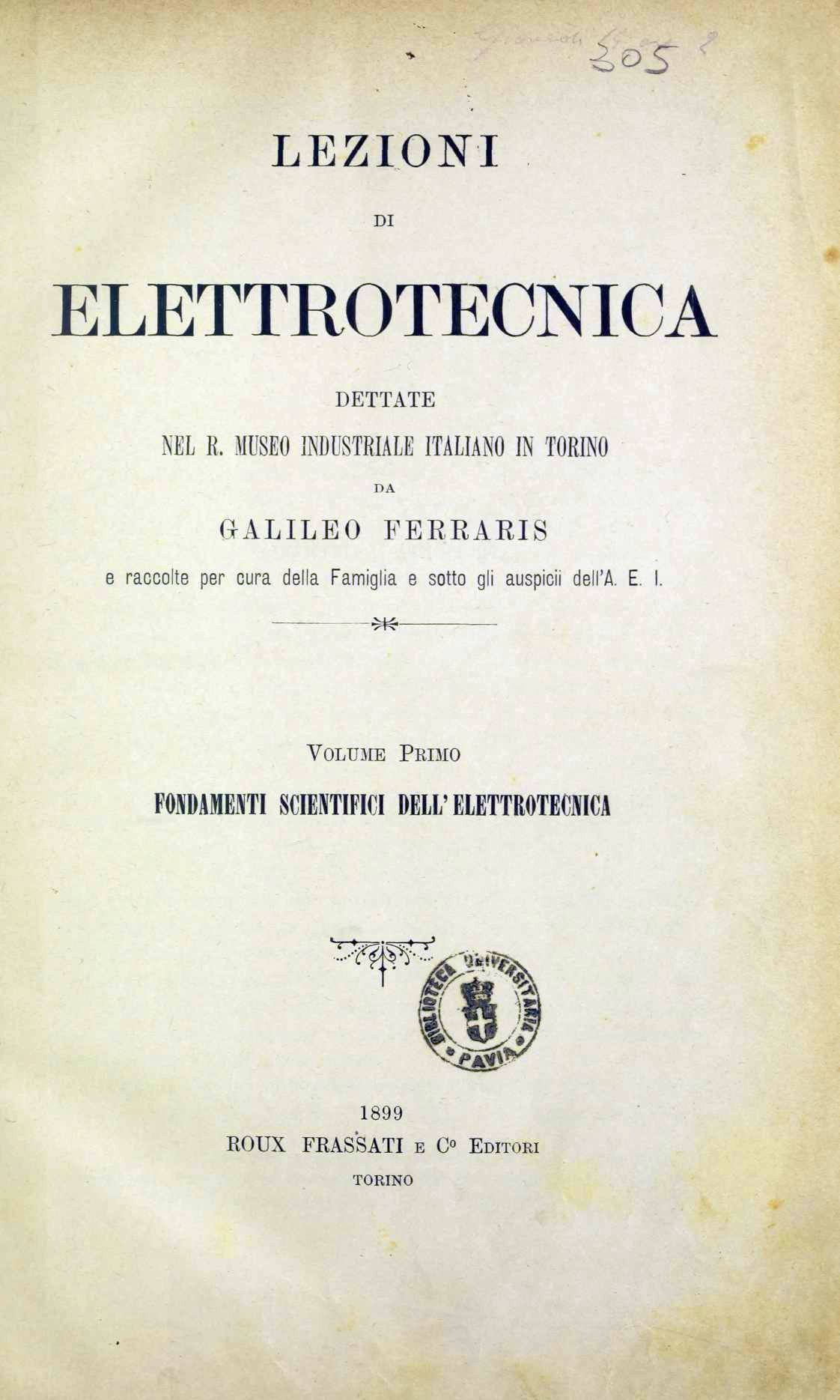
Fondamenti scientifici dell'elettrotecnica, 1899

- Le proprietà cardinali degli strumenti ottici. Roma: Loescher (1877)[20]
- Proprieta cardinali degli strumenti diottrici (olasz nyelven). Torino: Loescher (1877)
- Sulle applicazioni industriali della corrente elettrica (olasz nyelven). Roma: eredi Botta (1882)
- Sulle differenze di fase delle correnti e sulla dissipazione di energia nei trasformatori, by Prof. Galileo Ferraris (Turin, 1887).
- Fondamenti scientifici dell'elettrotecnica (olasz nyelven). Torino: Roux Frassati & C. (1899)
- Wissenschaftliche Grundlagen der Elektrotechnik. Leipzig: Teubner (1901)[21]
- Opere di Galileo Ferraris, pubblicate per cura della Associazione elettrotecnica italiana. Milano: Ulrico Hoepli (1902–1904)
- Online texts Sablon:In lang: vol. 1 vol. 2 vol. 3

## Fordítás
Ez a szócikk részben vagy egészben  a   Galileo Ferraris című angol Wikipédia-szócikk fordításán alapul.  Az eredeti cikk szerkesztőit annak laptörténete sorolja fel. Ez a jelzés csupán a megfogalmazás eredetét és a szerzői jogokat jelzi, nem szolgál a cikkben szereplő információk forrásmegjelöléseként.